# Elecciones presidenciales de Estados Unidos de 2020 en Míchigan
Las Elecciones presidenciales de Estados Unidos en Míchigan de 2020 están programadas para el martes 3 de noviembre de 2020, como parte de las elecciones presidenciales de 2020 en las que participarán los 50 estados más el Distrito de Columbia. Los votantes de Míchigan elegirán electores para representarlos en el Colegio Electoral a través de un voto popular. El estado de Míchigan tiene 16 votos electorales en el Colegio Electoral.

## Elección general

### Predicciones
| Fuente                | Clasificación              | As of                  |
| --------------------- | -------------------------- | ---------------------- |
| Cook Political Report | Pequeña ventaja (volteado) | 28 de octubre de 2020  |
| Inside Elections      | Pequeña ventaja (volteado) | 28 de octubre de 2020  |
| Sabato's Crystal Ball | Pequeña ventaja (volteado) | 2 de noviembre de 2020 |
| 270toWin              | Pequeña ventaja (volteado) | 30 de octubre de 2020  |
| Político              | Pequeña ventaja (volteado) | 2 de noviembre de 2020 |
| RealClearPolitics     | Competitivo                | 29 de octubre de 2020  |

### Encuestas
Resumen gráfico 

### Resultados
| Elecciones presidenciales de Estados Unidos en Míchigan de 2020 | Elecciones presidenciales de Estados Unidos en Míchigan de 2020 | Elecciones presidenciales de Estados Unidos en Míchigan de 2020 | Elecciones presidenciales de Estados Unidos en Míchigan de 2020 | Elecciones presidenciales de Estados Unidos en Míchigan de 2020 | Elecciones presidenciales de Estados Unidos en Míchigan de 2020 |
| Partido                                                         | Partido                                                         | Candidato/a                                                     | Votos                                                           | %                                                               | ±%                                                              |
| --------------------------------------------------------------- | --------------------------------------------------------------- | --------------------------------------------------------------- | --------------------------------------------------------------- | --------------------------------------------------------------- | --------------------------------------------------------------- |
|                                                                 | Demócrata                                                       | Joe Biden                                                       |                                                                 |                                                                 |                                                                 |
|                                                                 | Republicano                                                     | Donald Trump (titular)                                          |                                                                 |                                                                 |                                                                 |
|                                                                 | Libertario                                                      | Jo Jorgensen                                                    |                                                                 |                                                                 |                                                                 |
| Total                                                           |                                                                 |                                                                 |                                                                 |                                                                 |                                                                 |
| Margen de victoria                                              |                                                                 |                                                                 |                                                                 |                                                                 |                                                                 |